# Аёшка
Аёшка — посёлок в Новосёловском районе Красноярского края России. Входит в состав Толстомысенского сельсовета.

## История
После строительства Караульного острога в 1675 году и Абаканского острога в 1707 русские стали заселять юг будущей Енисейской губернии.
На месте деревни Аёшка, до появления русских переселенцев жили инородцы по фамилии Аёшины и именовалось это поселение как юрты Аёш. Упоминаются татарские юрты Аёш в дневниках Д.Г. Мессершмидта 17 февраля 1722 года. Первыми русскими жителями этой деревни были: отставной казак Андрей Родионов Катцын, его родной брат, крестьянин Илья, а также Андрей Терской, Михаил Сидоров и крестьянская вдова Марья Родионова Ворошилова.
После прихода русских, деревня некоторое время называлась Катцына, затем стала именоваться как Аюшина, позднее Аёшина, с середины XIX века появилось название Аёшка. В деревню Аёшину братья Катцыны пришли из с.Новоселово, куда они переселились в период между 1-й и 2-й ревизиями (1722-1748гг) из Красноярского острога, вместе с  отцом разночинцем  Родионом Михайловым Катцыным. Наиболее вероятной датой заселения Аёшки русскими следует считать 1775 год. После прихода русских, инородцы покинули деревню и поселились неподалёку.
В 1776 году в деревне Аёшинской было 4 двора, в них 23 души м.п. и 13 душ ж.п.
В 1781 году в деревне Катцыной было 2 двора.
В 1788 году в Аёшиной насчитывалось 3 двора (1 двор казаков и 2 двора крестьян) и жителей 31 душа, из них 15 душ м. п. и 16 душ ж. п.
В 1804 году в Аёшиной значится 9 дворов крестьян и в них жителей 54 души, из них 29 душ м. п. и 25 душ ж. п.; 1 двор служащих казаков, в нём 7 душ, из них 5 душ м. п. и 2 души ж. п.
В 1859 году в Аюшиной было 43 двора и жителей 217 душ, из них 110 душ м. п. и 107 душ ж. п.
В 1893 году записано по д. Аёшка 42 двора, жителей в них 199 душ, из них 104 души м. п. и 95 душ ж. п.
Жители деревни Аёшка были православными христианами и состояли в приходе Новосёловской Петро-Павловской церкви, построенной в 1737 году, часто посещали они и приход Анашенской Спасской церкви, находящейся на противоположном (правом) берегу реки Енисей.
Через деревню проходил стратегически важный тракт Ачинск-Минусинск, по которому осуществлялась почтовая гоньба, для этого в Аёшке была устроена  почтовая станция (станок). Из Ачинска почтовые перевозки осуществлялись по маршруту: г.Ачинск - Малоулуйская - Ново-Назаровская - Усть-Тучульская - Николаевская - Ключинская - Рыбальская - Корелина - Аешинская - Батеневская - Усть-Ербинская - Абаканская - Туранская - Городчанская - г.Минусинск. Аёшка была промежуточной точкой между почтовыми станциями Корелиной и Батенёвской. Жители Аёшки и других деревень Новосёловской волости  следили за состоянием почтового тракта, выделяли подводы с лошадьми для ремонта дороги и необходимое количество людей.
По маршруту Ачинск - Минусинск шли также этапы с арестантами и ссыльными. Для ночёвки и отдыха заключённых была выделена большая изба с решётками, именуемая казематом. Этапировала арестантов Козульская конвойная команда.
Жители Аёшки являлись преимущественно государственными крестьянами, занимались земледелием и скотоводством, имели много отличных лошадей, коров, разводили овец, в большом количестве добывали рыбу в Енисее и его притоках, некоторые  являлись служащими казаками  4-й  сотни  Енисейского  городового  казачьего полка станицы Соляноозерной (Форпост) Новосёловской волости.
В годы гражданской войны деревня оказалась в зоне боевых действий. Семь жителей д. Аёшка призыва 1917 - 19гг  дезертировали из армии Колчака, на своих лошадях ушли в партизанский отряд Кравченко А. Д. и Щетинкина П. Е. в составе которого принимали активное участие в освобождении Новосёловской  волости от колчаковцев. В их числе были: Катцын Сергей Петрович, Катцын Егор (Георгий) Семёнович, Катцын Фома Прокопьевич, Катцын Дмитрий Денисович, Катцын Пётр Григорьевич, Колегов Гавриил.
После окончания гражданской войны в 1923 году в деревне был выбран первый Аёшинский Райсельсовет, куда входили деревни Сарагаш, Чернова, Базандаиха и Тюп, вскоре была организована ячейка ВКП (б), создана коммуна имени Сталина, в дальнейшем преобразованная в колхоз имени Сталина, первым председателем которого был Катцын Сергей Петрович.
В период коллективизации многие семьи были раскулачены и отправлены в ссылку в  Енисейский и Туруханский районы, прииски юга края, Томскую область, Якутию, на Беломорканал  и другие отдалённые регионы.
За производственные успехи колхоз награждён Орденом Трудового Красного Знамени, который хранится в Красноярском краеведческом музее. Последним председателем колхоза был Катцын Феоктист Прохорович.
В связи со строительством Красноярской ГЭС и Красноярского водохранилища в начале 60-х годов XX века д. Аёшка, как и многие деревни Новосёловского района, попала в зону затопления. Колхоз был ликвидирован, деревня частично перенесена на более высокое место, некоторые семьи переселены в  другие населённые  пункты.

## География
Посёлок расположен в 12 км к западу от районного центра Новосёлово.

## Население
| 1788 | 1804 | 1859 | 1893 | 2010 |
| ---- | ---- | ---- | ---- | ---- |
| 31   | ↗54  | ↗217 | ↘199 | ↗227 |

Гендерный состав
По данным Всероссийской переписи населения 2010 года 106 мужчин и 121 женщина из 227 чел.